# 沙多尼耶尔区
沙多尼耶尔区（法語：Arrondissement des Chardonnières）是海地的區，位於該國南部，由南部省負責管轄，面積382.3平方公里，海拔高度951米，2015年該區人口78,410，人口密度為每平方公里205.1人。